# Personaggi di Dragon Ball GT
Questa è la lista dei personaggi dell'anime Dragon Ball GT, tratto dal manga Dragon Ball di Akira Toriyama. In questo elenco trovano posto i personaggi esclusivi della serie animata, mentre per i personaggi ripresi da Dragon Ball, consultare Personaggi di Dragon Ball.

## Creazione
Nel corso della creazione di Dragon Ball GT, gli autori si posero subito il problema di creare un nuovo antagonista che potesse soddisfare i fan. Essendo difficile trovare dei nemici sulla Terra in grado di rivaleggiare con Goku, gli autori decisero di ideare un antagonista proveniente dallo spazio: Baby. Come tutti gli antagonisti di GT, anche Baby ha un'origine precedente alla storia di Dragon Ball. Gli autori, infatti, pensarono fosse una buona scelta sviluppare maggiormente degli antagonisti presenti in storie minori, piuttosto che inventarne di nuovi. Nel caso di Baby, gli sceneggiatori ripresero la storia degli Tsufuru, antagonisti dei Saiyan, già introdotti nell'episodio 20 di Dragon Ball Z e nell'OAV Dragon Ball Z Gaiden: Saiyajin zetsumetsu keikaku.
Originariamente, Baby doveva essere l'unico antagonista della serie GT, ma poi gli autori decisero di aumentare il numero degli episodi della serie da 40 a 64 e, quindi, vennero creati altri nemici per Goku e compagni.

## Personaggi principali
Oltre ai soliti personaggi principali delle varie opere di Dragon Ball, in Dragon Ball GT compaiono:

### Pan
(Tratto dal volume 1 di Dragon Ball GT Perfect Files)
Pan (パン?, Pan) è la figlia di Gohan e Videl, quindi nipote di Son Goku e Mr. Satan. La sua prima apparizione in assoluto è negli ultimi due capitoli del manga Dragon Ball quando, ancora bambina, partecipa al Torneo Tenkaichi. In Dragon Ball GT è invece una dei personaggi principali e compare sin dal primo episodio. Pan è una ragazza adolescente durante il periodo della pubertà: ha frequenti sbalzi d'umore e presenta spesso un carattere scontroso e talvolta irritabile. Odia essere considerata una bambina e le piace essere al centro dell'attenzione. Nel secondo episodio prenderà il posto di Goten e partirà con Goku e Trunks alla ricerca delle sfere del drago. Nonostante la giovane età, nel corso della serie dimostrerà il suo valore affrontando i nemici di turno, dalle macchine mutanti sino ai draghi malvagi, e aiutando suo nonno, trasformato in Scimmione, a ritornare in sé e completare la trasformazione in Super Saiyan 4. Nell'epilogo della storia è invecchiata ed è diventata nonna di Goku Jr., un bambino dal carattere timido e del tutto identico nell'aspetto al suo omonimo avo. È doppiata in giapponese da Yūko Minaguchi e in italiano da Federica Valenti.

### Gil
Gil (ギル?, Giru), originariamente conosciuto come T2006 o DB4649T2006RS, è un robot che viene trovato da Goku, Trunks e Pan sul pianeta Imegga. Per mantenere attivi i suoi circuiti deve cibarsi di oggetti metallici e di fonti di elettricità e proprio per questo ingoia il Dragon Radar, acquisendone le funzioni. Per questa ragione entra a far parte del trio protagonista e parte con loro alla ricerca delle sfere del drago. Nel corso del viaggio stringe una forte amicizia con Pan. Dopo essere arrivati sul pianeta M-2 si scopre che Gil era stato programmato dal Dottor Mieu per trovare e attirare i tre Saiyan sul pianeta M2, in modo da poter utilizzare il loro DNA per creare dei potenti guerrieri. Tuttavia, a causa di un errore di memoria, il robottino dimentica la sua missione e, facendo finta di tradire i tre Saiyan, raccoglie le informazioni sul piano del dottor Mieu nel tentativo di sabotarlo. Dopo aver concluso il viaggio nello spazio alle ricerca delle sfere del drago, Gil viene distrutto da Baby sulla Terra. In seguito viene riparato da Trunks, partecipando con Goku e Pan alla ricerca delle sfere del drago possedute dai sette draghi malvagi. Non ha problemi a nuotare sott'acqua in quanto non arrugginisce e sembra avere poteri telepatici. 
Il personaggio è stato disegnato da Akira Toriyama che ha anche fornito le indicazioni particolari riguardo al modo d'inserire le braccia e le gambe nel suo corpo. Katsuyoshi Nakatsuru, il character designer di Dragon Ball GT, decise di rielaborare il design di Toriyama, decidendo di rimuovere i meccanismi interni di Gil per evitare che l'apertura dell'addome mostrasse i componenti interni. Inoltre, Nakatsuru ha enfatizzato l'importanza delle luci lampeggianti negli occhi di Gil per segnalare i momenti di dialogo e renderlo più espressivo.
È doppiato in giapponese da Shinobu Satouchi e in italiano da Cinzia Massironi.

## Draghi

### Red Shenron
Red Shenron (究極神龍?, Kyūkyoku Shenron, lett. "Shenlong Definitivo") (chiamato "Dio Drago delle sfere speciali" in Dragon Ball GT Perfect Files) è un drago magico, evocato dall'unione delle sette sfere del drago dalla stella nera. Rispetto allo Shenron originale, questo drago è dieci volte più grande, è di un colore rosso vivo e possiede enormi corna. Creato in origine dal figlio di Kattatsu, questo drago è scomparso quando il suo creatore si è diviso in due esseri distinti (Dio e il Grande Mago Piccolo). Durante Dragon Ball Z Piccolo e Dio si ricongiungono e così il drago si rigenera. Le sfere del drago dalla stella nera custodite al santuario di Dio vengono scoperte da Pilaf nel primo episodio di Dragon Ball GT che, nel tentativo di esprimere il suo desiderio di conquista del mondo, chiede involontariamente al drago di riportare Goku bambino. Red Shenron dispone di una grande intelligenza e può esaudire un solo desiderio, senza nessuna limitazione. Viene convocato un'ultima volta da Baby per ripristinare il pianeta Plant e poco dopo il drago scompare per sempre a causa della morte di Piccolo nell'esplosione della Terra. Red Shenron appare anche nei videogiochi Dragon Ball GT: Transformation, Dragon Ball Z: Budokai Tenkaichi 3 e Dragon Ball Z: Ultimate Tenkaichi. È doppiato in giapponese da Kenji Utsumi e in italiano da Giovanni Battezzato.

### Dark Shenron
Dark Shenron (黒煙の龍?, Kokuen no ryū) è un drago magico controparte malvagia di Shenron e manifestazione dell'energia negativa generata dall'abuso del potere delle sfere del drago terrestri. Ha un aspetto maestoso ma decisamente sinistro ed inquietante; il colore della sua pelle è blu, possiede delle corna e delle scaglie nere sul corpo e i suoi occhi sono rossi. Inoltre si comporta in modo presuntuoso e fuma il sigaro. Ha un modo di ridere folle e dichiara che non intende più esaudire le richieste degli esseri umani e che quello che vuole è solo portare il caos. Appare, al posto della sua controparte, dalla riunione delle sfere dopo la battaglia contro Super C-17 e si limita a dividersi in sette draghi malvagi e a sparire subito dopo, senza realizzare alcun desiderio. Kaiohshin il Sommo dichiara che Dark Shenron è una forza malvagia estremamente potente e pericolosa e che potrebbe distruggere l'intera galassia. È doppiato in giapponese da Kenji Utsumi e Masaharu Satō e in italiano da Giovanni Battezzato.

## Antagonisti

### Macchine mutanti

#### Mutte Motte
Mutte Motte (ムッチー·モッチー?, Mucchī Mocchī) è il malvagio e tirannico sacerdote che impone agli abitanti del pianeta Luud di adorare e riverire l'omonima macchina mutante. Attraverso la sua frusta trasforma gli abitanti di Luud in bambole, grazie a cui la macchina mutante acquista energia. Quando viene attaccato da Goku e Trunks che giungono in soccorso di Pan, rimane ucciso nell'esplosione che coinvolge anche il suo robot Leon. La sua frusta ha una vita propria: è in realtà un mostro giallo con due fruste al posto delle mani che tiene testa a Goku trasformato in Super Saiyan. Il suo nome si basa sulle parole giapponesi per muchi (鞭?, frusta) e motchi (持つ?, portare), riferito al fatto che lo si vede sempre che porta con sé una frusta. Sia Motte Motte che la sua frusta sono doppiati in giapponese da Takeshi Watabe e in italiano da Sergio Romanò.

#### Leon
Leon (レーオン?, Rēon) è un robot dall'aspetto di un leone blu e dalla criniera bionda che serve Mutte Motte sul pianeta Luud. Viene sconfitto facilmente da Goku e Trunks. È doppiato in giapponese da Takeshi Watabe.

#### Luud
Luud (ルード?) è la statua che rappresenta il dio della setta religiosa Luud, ma in realtà è un'enorme macchina mutante controllata a distanza da Dol Takki. È stato creato dal Dr. Mieu allo scopo di assorbire l'energia delle persone che, trasformate in bambole dal sacerdote Mutte Motte, vengano lanciate nella grande giara di fronte a lui. Quando assorbe anche Pan, Luud completa la sua crescita e raggiunge il massimo delle sue capacità. Viene sconfitto da Goku e Pan attraverso un attacco sincronizzato: Goku, da fuori, e Pan, da dentro il corpo di Luud, sferrano delle onde energetiche che trafiggono il punto debole del mostro, una cellula rossa nel petto, distruggendolo definitivamente. È doppiato in giapponese da Tetsu Inada. In giapponese, il nome Luud (ルード?, Rūdo) si basa sulla parola inglese Doll (ドール?, Doru). Infatti anche l'aspetto di Luud ricorda quello di una bambola di porcellana.

#### Squadra Sigma
La Squadra Sigma è un team di quattro macchine mutanti - il comandante Nezi (ネージ Nēji?), Bizu (ビース?, Bīsu), Natt (ナット?, Natto) e Ribet (リベト?, Ribeto) - che viene affrontato da Goku, Trunks e Pan sul pianeta M2. Sono dotati di una discreta potenza e, se necessario, possono assemblarsi per dar vita ad un unico essere molto più potente. Nonostante questa abilità vengono comunque sconfitti, per poi essere assorbiti dal Generale Lilde, che passerà così alla sua seconda forma. Il disegnatore di GT, Katsuyoshi Nakatsuru, ebbe molte difficoltà durante la creazione di questi robot "perché dovevano essere progettati con l'idea che si incastrassero insieme".

#### Generale Lilde
Il Generale Lilde (リルド将軍?, Rirudo Shōgun) è la più potente fra le macchine mutanti create dal Dottor Mieu. Possiede svariati poteri: può trasformare gli esseri umani in lastre di metallo e fondersi con i componenti della Squadra Sigma per incrementare il suo potere. Quando si scontra con Goku su M2, Lilde capisce che il suo potere è inferiore a quello del Saiyan e decide di fondersi anche con il pianeta per diventare più forte. In questo modo riesce a catturare Goku, trasformandolo in una lastra di metallo. Dopo la morte del Dr. Mieu, Baby si impossessa del corpo del generale Lilde e cerca di impedire a Goku, Trunks e Pan di lasciare M-2. I tre Saiyan, allora, creano una Kamehameha combinata che uccide Lilde. Il generale ricompare brevemente nell'arco di Super C-17, venendo ucciso definitivamente per mano di Ub. Il suo nome deriva dalla sua arma trapano che in inglese si chiama Drill (ドリル?). È doppiato in giapponese da Kiyoyuki Yanada e in italiano da Mario Zucca.

#### Dottor Mieu
Il Dottor Mieu (ドクター・ミュー?, Dokutā Myū) è uno scienziato che mira al controllo della galassia. Per raggiungere questo suo obiettivo ha costruito una serie di macchine mutanti, tra cui Baby. Per completare quest'ultimo, Mieu tenta di usare le sfere del drago, ma il suo piano viene sventato da Goku, Trunks e Pan. Durante la fuga dal pianeta M2, il malvagio scienziato viene ucciso da Baby e si scopre che in realtà era stato il parassita Tsufuru a creare il dottore, e non viceversa, e quindi Mieu stesso era una macchina mutante. Nell'arco di Super C-17 lo ritroviamo nel regno degli inferi dove incontra il Dottor Gelo. I due si alleano per uccidere Goku e danno vita a Super C-17, il risultato della fusione tra il C-17 originale e un suo clone creato negli inferi dai due scienziati. Mieu e Gelo riescono a dar vita ad un'evasione di massa dall'inferno, portando tutti i malvagi sulla Terra. Qui, tuttavia, sia Mieu che Gelo vengono annientati definitivamente da Super C-17, che si rivolta contro i suoi creatori.
Il Dottor Mieu è stato disegnato da Katsuyoshi Nakatsuru che in un primo momento pensò di farlo basso e grasso. Dopo un secondo design in cui il personaggio appariva più giovane e senza barba, Nakatsuru decise di disegnare Mieu basandosi sul design del Dottor Gelo, giungendo così all'aspetto definitivo. Il suo nome deriva dalla parola inglese mutant, cioè mutante. È doppiato in giapponese da Kazuyuki Sogabe e in italiano da Enrico Bertorelli.

#### Baby
Baby (ベビー?, Bebī) è un alieno Tsufuru creato poco prima della distruzione del suo popolo da parte dei Saiyan, usando il DNA dell'ultimo re degli Tsufuru. Il suo obiettivo è quindi di vendicarsi e di ricostruire il pianeta d'origine Plant. Baby si dimostra un essere scaltro, arrogante e malvagio, anche se in alcune occasioni si comporta in modo infantile e immaturo. Baby dispone di alcune capacità innate: può impadronirsi dei corpi altrui, rendere il suo corpo liquido, e quindi rigenerare istantaneamente le ferite, ed infine può uccidere il suo ospite dall'interno o sopravvivere a colpi che uccidono il corpo ospite. Dopo aver posseduto una persona ed esserne uscito, può lasciare dentro il cervello delle sue vittime un "uovo" per controllarle a distanza. Nel corso della serie subisce diverse trasformazioni, che lo portano da essere un alieno di piccola taglia, dalla pelle liquida e viola, che inizialmente si muove gattonando a raggiungere le proporzioni di un adulto dalla corporatura massiccia. Riesce a controllare tramite il suo potere la quasi totalità della popolazione terrestre e la trasferisce sul pianeta Plant, ricreato dal drago Shenron. Viene sconfitto da Goku Super Saiyan IV e annientato facendolo schiantare sul sole con una Kamehameha x10.

### Super C-17
Super C-17 (超１７号?, Sūpā jūnana gō, lett. "Super Numero 17") è un cyborg creato dall'unione dell'originale C-17 e di un suo clone creato negli inferi dal Dottor Gelo e dal Dottor Mieu. È dotato di un elevato livello combattivo, in grado di permettergli di affrontare Goku allo stadio di Super Saiyan IV, tuttavia la sua grande pericolosità è dovuta soprattutto alla sua capacità di assorbire gli attacchi energetici che gli vengono rivolti contro, grazie ai quali ottiene una potenza e una stazza sempre maggiore. Possiede inoltre un sistema di percezione che non si basa sulle aure, ma sulle vibrazioni nell'ambiente, e ciò gli consente di anticipare il teletrasporto. Il Dr. Mieu ha fatto in modo che il cyborg fosse costretto ad obbedire alla sua volontà perciò, per prima cosa, ordina l'uccisione del Dr. Gelo. In seguito il cyborg si ribellerà al suo padrone, affrontando poi Goku in combattimento, venendo infine sconfitto ed ucciso dal Saiyan grazie all'aiuto di C-18. È doppiato in giapponese da Shigeru Nakahara e in italiano da Paolo Sesana.
Il personaggio compare anche nel videogioco Dragon Ball Heroes dove ottiene varie trasformazioni inedite. Assorbendo C-16 o C-19 è in grado di incrementare forza e massa muscolare. Diventa ancora più forte dopo aver assorbito Cell e C-18, aumentando la forza e diventando fisicamente più simile alla persona assorbita.
Nakatsuru si è occupato del design di Super C-17. La sua visione per il personaggio ha preso forma attraverso scelte stilistiche deliberate, come la decisione di dargli i capelli lunghi. Nakatsuru ha pensato che questa caratteristica potesse risultare inquietante, specialmente se i capelli fossero stati sciolti. Lo schema dei colori del personaggio è stato mantenuto in linea con quello del C-17 originale, creando una continuità visiva che i fan avrebbero riconosciuto. Tuttavia, Nakatsuru ha anche riflettuto su alcuni aspetti del design, come l'uso delle bretelle, esprimendo una certa insoddisfazione. Guardando indietro al suo lavoro, ha commentato con un sorriso che forse avrebbe dovuto smettere di utilizzare quel particolare elemento di abbigliamento, ritenendolo poco estetico.

### Draghi malvagi

Tutti i draghi malvagi (eccetto Ii Shenron) nel videogioco Dragon Ball Heroes; da sinistra a destra: Chi Shenron, i fratelli San e Suu Shenron, Ryu Shenron, Ryan Shenron e Vuh Shenron

I sette draghi malvagi (邪悪龍?, jaaku ryū) scaturiscono dalla scissione di Dark Shenron. Il loro scopo è cospargere l'universo di energia negativa portandolo sull'orlo della distruzione. Ogni drago rappresenta e possiede una delle sette sfere del drago e ha delle capacità legate ad un elemento naturale. L'unico drago a cui non è assegnato un elemento è Ii Shenron, anche se si auto-definisce il drago della distruzione. La traslitterazione dei nomi dei sette draghi è sempre stata incerta, poiché la pronuncia usata è quella derivante dal cinese e la produzione non ha mai effettivamente pubblicato delle ipotetiche traslitterazioni ufficiali.
Durante la creazione dei Draghi malvagi, Katsuyoshi Nakatsuru ha dovuto creare i design di tutti i sette draghi. Il disegnatore ha utilizzato la sceneggiatura come guida per comprendere la personalità di ciascun drago, apportando modifiche man mano che il lavoro procedeva.

#### Ryan Shenron
Ryan Shenron (二星龍?, Ryan Shinron, dalla pronuncia cinese Liǎng Xīng LóngP, lett. "Drago a due stelle") è il drago della sfera a due stelle ed è stato generato dal desiderio di resuscitare Bora, il padre di Upa. Crede di essere potentissimo, pur essendo ben poco dotato. Ha la capacità di dominare l'elemento dell'acqua e impiegando la sua energia negativa crea enormi paludi che usa per alimentare il suo potere e per indebolire i nemici. È il primo drago ad essere sconfitto da Goku e Pan. La creatura viene localizzata dal saiyan e dalla nipote mentre è in procinto di distruggere un villaggio su una montagna. Ryan, nel tentativo di sconfiggere Goku e Pan, crea una palude di energia negativa in cui scaraventa i due avversari. I due saiyan vengono salvati da Gil, che li porta in una zona di lago con acqua ancora pura. Il drago viene infine sconfitto con un'onda Kamehameha lanciata da Goku e Pan. È doppiato in giapponese da Chafūrin e in italiano da Pietro Ubaldi.

#### Vuh Shenron
Vuh Shenron (五星龍?, Ū Shinron, dalla pronuncia cinese Wǔ Xīng LóngP, lett. "Drago a cinque stelle") è il drago della sfera a cinque stelle ed è stato generato dal desiderio di resuscitare Goku dopo che questi si era sacrificato per battere Radish. Ha il potere di governare l'elettricità. Grazie ad esso è in grado di ingrandire il proprio corpo (di norma piccolo) fino ad assumere dimensioni gigantesche, unendosi a delle specie di gelatine che assorbono elettricità. Sempre grazie alle gelatine che assorbe, diventa tanto elastico da respingere anche la Kamehameha di Goku. Derivando i suoi poteri dall'elettricità, viene indebolito dall'acqua. Durante lo scontro tra il drago e Goku e Pan, Vuh Shenron viene mandato in corto circuito dalla pioggia che comincia a scendere e regredisce allo stato iniziale, venendo debilitato. Viene quindi sconfitto da Goku con una Kamehameha. È doppiato in giapponese da Hirotaka Suzuoki e in italiano da Giovanni Battezzato.

#### Ryu Shenron
Ryu Shenron (六星龍?, Ryū Shinron, dalla pronuncia cinese Liù Xīng LóngP, lett. "Drago a sei stelle") è il drago della sfera a sei stelle ed è il terzo drago malvagio in ordine di apparizione. Nato dal desiderio di Olong di ottenere un paio di mutandine femminili, di conseguenza è stato il primo drago ad essere creato. Governa l'elemento del vento. Ha inoltre la capacità di prendere sembianze femminili cambiando completamente aspetto e venendo scambiato per la Principessa Oto (乙姫?, Oto Hime), una divinità della mitologia giapponese. Rivela di essere un drago malvagio soltanto a Goku e Pan, ma con imbarazzo, poiché si vergogna di essere stato generato da un desiderio così frivolo. Viene ucciso da Pan e Goku con una Kamehameha combinata. È doppiato in giapponese da Masako Katsuki, nella versione femminile, e da Ryūzaburō Ōtomo, nella versione maschile. La sua voce italiana femminile è di Marina Thovez, mentre quella maschile è di Enrico Bertorelli.

#### Chi Shenron
Chi Shenron (七星龍?, Chī Shinron, dalla pronuncia cinese Qī Xīng LóngP, lett. "Drago a sette stelle") è il drago della sfera a sette stelle ed è nato dopo che Bulma chiese al drago Shenron di resuscitare le persone uccise dalla controparte maligna di Vegeta, Majin Vegeta, durante la lotta con Goku nel 25º Torneo Tenkaichi, alla fine dell'arco di Majin Bu. Chi Shenron è il drago malvagio all'apparenza più debole, e domina l'elemento della terra. Tuttavia, può assorbire altre creature, dalle quali acquisisce aspetto fisico, abilità e poteri, diventando quindi molto più forte. Goku, Pan e Gil lo incontrano nei pressi di una città. Chi Shenron sembra essere goffo e incapace, finendo con l'autodistruggersi. Tuttavia, nel momento in cui Pan prende in mano la sua sfera, essa assorbe la ragazzina, facendo rinascere il drago, più potente che mai. In un atto di disprezzo, mostra a Goku, apparentemente svenuto, la nipotina; ma il Saiyan riesce ad estrarla dal corpo del drago che diventa piccolo e debole, e facile da sconfiggere. È doppiato in giapponese da Shin Aomori e in italiano da Mario Zucca.

#### Suu Shenron
Suu Shenron (四星龍?, Sū Shinron, dalla pronuncia cinese Sì Xīng LóngP, lett. "Drago a quattro stelle") è il drago della sfera a quattro stelle ed è nato dal desiderio del Grande Mago Piccolo di tornare giovane. È il fratello gemello di San Shenron, ma a differenza del fratello e degli altri draghi è molto leale e corretto, tanto da non combattere contro Pan perché, come da lui stesso affermato, non potrebbe mai fare del male a una bambina. Suu Shenron ha un aspetto umanoide, simile a quello di un umano adulto, governa il potere del fuoco e riesce ad emanare un calore pari alla superficie del Sole (5504 °C). Possiede il potere della levitazione, inoltre la sua forza fisica e la sua resistenza sono sovrumane, ha una velocità superiore a quella di Goku ed ha anche l'abilità di trasformarsi. Con i suoi poteri può creare una lente in grado di proiettare un raggio energetico e di ampliare il calore dei suoi attacchi, oppure può lanciare direttamente la lente contro il suo avversario come se fosse un disco rotante.
Affronta Goku trasformato in Super Sayan IV, ma il loro duello viene interrotto da San Shenron, che, dopo aver stordito Pan, prende il posto del fratello nella battaglia. Dopo il combattimento dà una medicina al saiyan per guarirlo dalla cecità parziale procuratagli da San Shenron in modo da poter finire lealmente il combattimento, ma viene ucciso con un colpo da Ii Shenron. Suu Shenron ricompare dopo che Goku ingoia la sfera con quattro stelle; inizialmente attacca Vegeta e poi inizia a combattere con Goku, senza impegnarsi veramente. Infatti tra il drago e il saiyan si è instaurato un buon rapporto di fiducia e di amicizia, e Suu Shenron si allea con Goku contro Ii Shenron. Tenta di distruggere il drago della prima sfera rinchiudendo lui e se stesso dentro un piccolo Sole Ma quando Ii Shenron capisce che Suu è immune all'esplosione del piccolo Sole in quanto può resistere a qualsiasi temperatura, si trasferisce nel suo corpo prima di essere distrutto. Dopo l'esplosione, Ii Shenron esce dal corpo di Suu, distruggendolo. È doppiato in giapponese da Ken Yamaguchi e in italiano da Alberto Sette.

#### San Shenron
San Shenron (三星龍?, San Shinron, dalla pronuncia cinese Sān Xīng LóngP, lett. "Drago a tre stelle") è il drago della sfera a tre stelle. Nell'anime non si conosce il desiderio da cui è stato generato, ma in Dragon Ball GT Perfect Files viene rivelato che è nato dal desiderio di cancellare il ricordo di Majin Bu sulla Terra. San Shenron è il fratello gemello di Suu Shenron, ma a differenza di quest'ultimo è un combattente spietato e disonesto. Controlla l'elemento del ghiaccio. È in grado di congelare i suoi avversari colpendoli con un raggio che fuoriesce dagli occhi. Il ghiaccio da lui creato è incredibilmente resistente, tanto che pure Goku nella sua forma di Super Saiyan IV ha fatto fatica a liberarsi dalla sua prigione congelante. Possiede inoltre la capacità di trasformare il suo braccio in un cannone che utilizza per lanciare un potente raggio energetico.
Appare per la prima volta durante lo scontro tra Goku e suo fratello Suu: stordisce Pan, danneggia Gil e ruba le sfere del drago. Goku ingaggia un breve combattimento contro il drago del ghiaccio, dimostrando che il Super Saiyan 4 va ben oltre il livello di potenza del suo avversario, ma decidendo alla fine di risparmiarlo, in quanto fratello di Suu. Ma quest'ultimo, invece di essere grato per la vita risparmiata, rende cieco Goku con un'unghiata. Goku, non tollerando più il comportamento del drago, lo finisce con il Pugno del Drago. È doppiato in giapponese da Kaneto Shiozawa e in italiano da Massimiliano Lotti.

#### Ii Shenron
Ii Shenron (一星龍?, Ī Shinron, dalla pronuncia cinese "Yī Xīng Lóng"P, lett. "Drago a una stella"), o Li Shenron, è il drago della sfera ad una stella. Considerato il più potente fra i draghi malvagi, Ii Shenron è un drago di pura malvagità, intelligente, sadico, sleale e senza scrupoli, il cui unico scopo è quello di portare la distruzione sulla Terra. L'origine della sua nascita non viene mai rivelata nell'anime, ma solo accennata nel volume Dragon Ball Perfect File 2 e sarebbe stata causata dal desiderio di riportare in vita tutti coloro che sono stati uccisi da Freezer e i suoi seguaci. Dopo aver ingoiato le altre sei sfere del drago ed essersi impossessato delle loro rispettive energie, Ii Shenron diventa pressoché imbattibile, tanto che nemmeno tutti i guerrieri riescono a vincerlo insieme. Solo Gogeta Super Saiyan IV si dimostra superiore. Ii Shenron non controlla uno specifico elemento, ma l'energia del male. Dopo aver assorbito le altre sfere, acquisisce tutte le abilità degli altri draghi. In Dragon Ball GT Perfect Files viene rivelato che, nella sua prima forma, ha una forza pari a quella di un Super Saiyan 4. Invece, dopo aver assorbito le sfere del drago, Ii Shenron aumenta di dieci volte la sua forza combattiva, superando così di gran lunga il livello di un Super Saiyan IV. Viene infine sconfitto dalla Sfera Genkidama di Goku, formata dall'energia degli esseri viventi di tutto l'universo. È doppiato in giapponese da Hidekatsu Shibata e in italiano da Roberto Colombo.

## Altri personaggi

### Gogeta
Gogeta (ゴジータ?, Gojita) è il risultato della fusione tramite la danza di Metamor tra Goku e Vegeta. Goku e Vegeta sono entrambi Super Saiyan IV, e di tale livello sarà anche Gogeta. Il suo aspetto pertanto è simile a quello di un Super Saiyan IV, ma i suoi capelli sono scarlatti, mentre la coda e la peluria presente nel petto sono di un rosso scuro, la corporatura assomiglia a quella di Goku mentre per alcune caratteristiche facciali il personaggio ricorda Vegeta. Gogeta indossa i vestiti tipici di Metamor e appare beffardo, spaccone e talvolta infantile, voglioso di ridicolizzare e umiliare l'avversario. Viene dato alla luce per affrontare Li Shenron, il quale, dopo aver assorbito le sfere degli altri draghi malvagi, era diventato estremamente potente. Gogeta si dimostrò enormemente superiore al suo avversario, tanto da riuscire a ridurlo in fin di vita con un solo attacco, tuttavia perse tempo prendendosene gioco, facendo infine sciogliere la fusione perché, visto che lo stadio di Super Saiyan IV consuma molta più energia, essa dura solo quindici minuti. La sua tecnica principale è la Kamehameha Big Bang (Big Bang Energetico nella versione italiana dell'anime), la fusione dei due colpi principali di Goku e Vegeta.
Così come per le altre fusioni (ad eccezione di quella del Kaioshin dell'Est con Kibith), in originale anche Gogeta possiede due voci sovrapposte, risultato della simultanea recitazione dei doppiatori di Goku e Vegeta: Masako Nozawa e Ryō Horikawa. Questa peculiare caratteristica è stata mantenuta in italiano solo nei film Il diabolico guerriero degli inferi e nel film Dragon Ball Super - Broly . Gogeta è doppiato da Paolo Torrisi (o Claudio Moneta) e da Gianluca Iacono (doppiaggio Merak Film), e da Andrea Ward e Massimo De Ambrosis (doppiaggio Dynamic Italia). Nell'edizione italiana di Dragon Ball GT la fusione possiede un solo doppiatore, che nel caso di Gogeta è Torrisi, proprio come era accaduto in Dragon Ball Z per Vegeth.

### Don Kir
Don Kir (ドン・キアー?, Don Kiā) è il tiranno che controlla Imecka, il pianeta su cui Goku, Trunks e Pan effettuano un atterraggio d'emergenza nel terzo episodio di Dragon Ball GT. Kir è un personaggio maligno, ricco ed effeminato che costringe gli abitanti del pianeta a pagargli grosse cifre di denaro. Non appena i tre saiyan mettono piede su Imecka, Kir si impossessa della loro astronave. Non appena viene fatta luce sulla malvagità di Kir, i tre protagonisti intervengono e lo sconfiggono. Kir ricompare in prigione nel penultimo episodio della serie quando, seppur controvoglia, dona la sua energia per la Genkidama di Goku È doppiato in giapponese da Koji Totani e in italiano da Marco Balzarotti. Don Kir era stato concepito dagli sceneggiatori con un tono gay e questo portò il disegnatore, Nakatsuru, a disegnarlo con quell'immagine in mente.

### Lezik
Lezik (レジック?, Rejikku) è la guardia del corpo assunta da Don Kir, ma è talmente forte che anche il suo padrone non riesce a contraddirlo. Molto abile ed esperto nel combattimento, Lezik è un guerriero orgoglioso che combatte per migliorarsi. Le punte sporgenti che ha sulle spalle si trasformano in spade e lance che usa in combattimento. Combatterà contro Goku, e capirà che lui è un Saiyan. In seguito lo affronta riuscendo a tenergli testa, ma dopo che questi si trasforma in Super Saiyan, viene sconfitto. Decide poi di abbandonare Don Kir per vivere libero, nell'attesa di incontrare nuovamente Goku per sconfiggerlo. È doppiato in giapponese da Kazuyuki Sogabe e in italiano da Patrizio Prata.

### Sheela e Gale
Sheela (シーラ?, Shīra) e Gale (ゲール?, Gēru) sono le guardie del palazzo di Don Kir, ma la loro forza è molto inferiore a quella di Lezik. La prima è un aliena senza naso dai capelli arancioni, mentre l'altro è basso, con barba rossa e la pelle marrone.

### Zounama
Zounama (ズーナマ?, Zūnama) è il gigantesco mostro che minaccia la tranquillità del pianeta Kelva. Possiede il potere di provocare terremoti grazie ai suoi baffi e chiede che le venga promessa in sposa una ragazza del pianeta: Leena. Pan organizza un piano per sconfiggere Zounama: fa travestire Trunks da Leena così che possa cogliere di sorpresa il mostro e tagliargli i baffi. Durante il piano, però, si scopre che in realtà Zounama non è capace di provocare i terremoti, bensì solo di prevederli e quando essi si manifestano agita i baffi per fingere di esserne lui la causa. Alla fine, pentito dei suoi crimini, il mostro si riappacifica con gli abitanti del pianeta. Ricompare nel penultimo episodio della serie quando dona la sua energia per la Genkidama di Goku. È doppiato in giapponese da Chafūrin e in italiano da Mario Zucca.

### Fratelli Parapara
I fratelli Parapara, i cui nomi sono Bon Para (ボンパラ?, Bonpara), Don Para (ダンパラ?, Danpara) e Son Para (ソンパラ?, Sonpara), (in Italia, Bombara, Danbara e Para) si presentano come tre alieni dalla pelle blu al servizio del malvagio Mutte Motte. Sono in grado di costringere gli avversari a ballare fino allo sfinimento contro la propria volontà utilizzando i loro gilet in cui sono incorporati degli altoparlanti. All'inizio nemici di Goku, Trunks e Pan, successivamente supportano il trio nella lotta contro il demone Luud e, nel finale della serie, donano la propria energia a Son Goku per realizzare la Genkidama con cui il Saiyan sconfiggerà Ii Shenron, usando i loro poteri per guidare gli altri alieni del pianeta a fare altrettanto. I loro nomi derivano dall'omonimo ballo giapponese. Bon Para è doppiato da Yukitoshi Hori, (originale) Stefano Albertini (italiano), invece Don Para da Kazunari Tanaka (originale), e Pino Pirovano (italiano), mente Son Para ha la voce di Bin Shimada (in originale) e Daniele Demma (in italiano).

### Dol Takki
Dol Takki (ドルタッキー?, Dorutakkī) è l'alieno che controlla Luud, la gigantesca macchina mutante. Ha una passione sfegatata per le bambole. Involontariamente sarà proprio lui a riferire a Goku e Pan il punto debole di Luud. Verrà ucciso dal Generale Lilde per il suo fallimento. È doppiato in giapponese da Hirotaka Suzuoki e in italiano da Luca Bottale.

### Suguru e Shusugoro
Suguru (スー五郎?, Sūgorō) e suo figlio Shusugoro (スー小五郎?, Sū Kogorō) sono due procioni spaziali finiti per errore nella dimensione dello Spazio Gioco. Hanno il potere di assumere qualsiasi forma. Goku finisce per errore nello Spazio Gioco e si ritrova a suo malgrado a disputare una partita al gioco dell'oca di Suguru. Quando si accorge che il gioco è truffato, Goku utilizza una Kamehameha e apre un varco nello Spazio Gioco, liberando così i due procioni. I tre vengono poi salvati da Kibitoshin e teletrasportati sul pianeta dei Kaioshin, dove padre e figlio si stabiliranno definitivamente. Suguru è doppiato in giapponese prima da Mayumi Tanaka e poi da Bin Shimada e in italiano da Oliviero Corbetta, mentre il figlio è doppiato in giapponese sempre da Mayumi Tanaka e in italiano da Anna Maria Tulli.

### Valese
Valese (パレス?, Paresu) è la ragazza bella ma un po' ingenua di Goten. Sembra non essere abituata alla vita di città e sembra non conoscere molte cose (ad esempio cosa è un gelato). È doppiata in giapponese da Natsumi Yanase e in italiano da Sonia Mazza.

### Lord Yao
Lord Yao (妖魔王?, Yōma-ō), chiamato anche Re dei Demoni, è l'antagonista principale dello special Dragon Ball GT - L'ultima battaglia. Si tratta di un gigantesco demone simile ad un cinghiale, sovrano del Monte Paozu. Il suo nome in giapponese deriva dalla parola "youma" (妖魔) che significa appunto "demone" o "mostro", e dal suffisso "-Ō" (王) che significa "re". I suoi scagnozzi sono Manba (マンバ?, Manba),Ghetto (ゲットー?, Gettō) e Rakkal (ラッカル?, Rakkaru). Sia Yao che i suoi sottoposti vengono sconfitti da Goku Jr. trasformatosi per la prima volta in Super Saiyan. È doppiato in giapponese da Ryūzaburō Ōtomo e in italiano da Mario Zucca.